# Центральноамериканский колеоникс
Центральноамериканский колеоникс (лат. Coleonyx mitratus) — ящерица семейства эублефаровых.
Общая длина достигает 15—18 см. Самцы немного крупнее самок, отличаются массивной головой. Окраска варьирует от кремового до светло-коричневого цвета. По спине разбросаны пятна или поперечные полосы тёмно-коричневого или чёрного цвета. Рисунок очень изменчив и заметно отличается у каждой особи. Голова короткая, туловище стройное, хвост умеренно длинный. Конечности хорошо развиты.
Любит поросшие кустарниками полупустыни и каменистые предгорья. Прячется под камнями и в норах грызунов. Активен ночью и в сумерках. Питается насекомыми, членистоногими.
Яйцекладущая ящерица. Самка откладывает до 2 яиц. Молодые ящерицы появляются через 1—2 месяца.
Вид распространён от Гватемалы до Коста-Рики.